# Gacka
Gacka er en 55,4 kilometer lang flod i Lika-regionen i det vestlige Kroatien.
En stor del af Gackas løb er underjordisk. Flodens overflade-løb er et resultat af betydelig menneskelig indblanding - før var det 32 kilometer langt; nu er det kun 11 kilometer langt. Floden blev ledet ind i en tunnel da man byggede vandkraftværket Senj (Hidroelektrana Senj), som får tilførsel fra Gacka og Lika.
Floden løber gennem Poljearealer (Gacko polje), og er kendt som et godt sted til ørredfiskeri. Byen Otočac ligger ved floden.